# Mistrzostwa Norwegii w hokeju na lodzie (1945/1946)
Sezon Mistrzostw Norwegii w hokeju na lodzie rozegrany został na przełomie 1945 i 1946 roku. Był to 7. sezon rozgrywek o Mistrzostwo Norwegii w hokeju na lodzie. Mistrzem została drużyna SK Forward.
W sezonie zasadniczym zespoły były podzielone na 4 grupy: drużyny z jednej grupy rozgrywały swoje mecze w Trondheim, natomiast z trzech pozostałych – w Oslo. Zwycięzcy grup spotkali się najpierw w półfinałach, następnie zwycięzcy półfinałów – w dwumeczu finałowym, w którym rywalizowali o mistrzostwo Norwegii.

## Finał
- SK Forward – SK Strong 3:1